# محمد رائد
محمد رائد ياسين، لاعب كرة قدم قطري يلعب في نادي الوعب.

## مسيرة اللاعب
لعب في الفئات السنية في نادي الريان و لعب بعدها مع النادي الأهلي ونادي مسيمير ونادي الوعب.